# Hvarf-Heim
Hvarf-Heim es un doble álbum compilatorio por la banda islandesa de post-rock Sigur Rós. Hvarf contiene versiones de estudio de canciones que no han sido lanzadas (exceptuando a "Hafsól" que estuvo disponible previamente como lado b del sencillo Hoppípolla en 2005), mientras que Heim incluye versiones de estudio acústicas de canciones que ya han sido lanzadas.
El álbum fue lanzado el 5 de noviembre de 2007 en Europa y al día siguiente en Estados Unidos. De manera promocional, el 29 de octubre Sigur Rós lanzó como sencillo a Hljómalind, uno de los tracks de Hvarf, en una edición limitada en vinilo de 7".

## Hvarf(desaparecer)
1. Salka (6:11) [nombre de la hijastra de Georg. No había sido lanzada.]
2. Hljómalind (4:58) [anteriormente conocida como "Rokklagið", la canción del rock. No había sido lanzada.][3]
3. Í Gær (6:28) ["Ayer", anteriormente conocida como "Lagið Í Gær". No había sido lanzada.]
4. Von (9:17) ["Esperanza". La versión original es de Von.]
5. Hafsól (9:50) ["El Sol del Mar". Es la misma versión que está en el sencillo Hoppípolla.]

- Total: 36:44

## Heim(hogar)
1. Samskeyti (5:23) ["Anexo". Versión original en ( ).]
2. Starálfur (5:30) ["Un elfo mirando". Versión original en Ágætis byrjun.]
3. Vaka (5:21) [nombre de la hija de Orri. Versión original en ( ).]
4. Ágætis Byrjun (6:38) ["Un buen comienzo". Versión original en Ágætis byrjun.]
5. Heysátan (4:45) ["Montón de Heno". Versión original en Takk...]
6. Von (8:14) ["Esperanza". Versión original en Von.]

- Total: 35:51

## Créditos
- Jón Þór Birgisson – vocal, guitarra
- Kjartan Sveinsson – teclado, sintetizador
- Georg Hólm – bajo
- Orri Páll Dýrason – batería